# Verbandsgemeinde Rengsdorf-Waldbreitbach
Gmina związkowa Rengsdorf-Waldbreitbach (niem. Verbandsgemeinde Rengsdorf-Waldbreitbach) – gmina związkowa w Niemczech, w kraju związkowym Nadrenia-Palatynat, w powiecie Neuwied. Siedziba gminy związkowej znajduje się w miejscowości Rengsdorf. Powstała 1 stycznia 2018 z połączenia gminy związkowej Rengsdorf z gminą związkową Waldbreitbach.

## Podział administracyjny
Gmina związkowa zrzesza 20 gmin wiejskich:
1. Anhausen
2. Bonefeld
3. Breitscheid
4. Datzeroth
5. Ehlscheid
6. Hardert
7. Hausen (Wied)
8. Hümmerich
9. Kurtscheid
10. Meinborn
11. Melsbach
12. Niederbreitbach
13. Oberhonnefeld-Gierend
14. Oberraden
15. Rengsdorf
16. Roßbach
17. Rüscheid
18. Straßenhaus
19. Thalhausen
20. Waldbreitbach